# Палата представників Бельгії
Палата представників Бельгії — нижня палата Федерального парламенту Бельгії. Колись рівноправна з верхньою палатою, Сенатом, Палата представників після конституційної реформи 1993 року домінує у законодавчому процесі та контролі діяльності уряду.

## Формування палати
Палата представників складається з 150 членів, які обираються прямим голосуванням за пропорційною системою.
Для виборів представників в країні утворено 11 виборчих округів: частина провінції Фламандський Брабант утворює виборчий округ Лувен, інша її частина (переважно т. зв. Брюссельська періферія) спільно зі столичним регіоном Брюссель — округ Брюссель-Хал Вілвоорде, дев'ять інших округів збігаються з рештою дев'ятьма провінціями.
Розподіл місць між виборчими округами здійснюється пропорційно кількості виборців в кожному з них і переглядається один раз на десять років. У 2013 р. місця в палаті розподіляються між вибочими округами наступним чином:
- Брюссель-Хал Вілвоорде — 22 представники
- Валлонія — 49 представників, з них:
- Валлонський Брабант — 5 представників
- Ено — 19 представників
- Льєж — 15 представників
- Люксембург — 4 представники
- Намюр — 6 представників
- Фландрія — 69 представників, з них:
- Антверпен — 24 представники
- Східна Фландрія — 20 представників
- Західна Фландрія — 16 представників
- Левен (частина провінції Фламандський Брабант) — 7 представників
- Лімбург — 12 представників.

Політичні партії висувають списки кандидатів у кожному окрузі. Мандати розподіляються відповідно до методу д'Ондта між списками, які набрали не менше 5 % поданих голосів (правило не застосовується у округах Левен та Брюссель-Хал Вілвоорде).
Обраними можуть бути громадяни Бельгії, які постійно проживають у країні, яким виповнилося 21 рік, які мають всі права цивільні та політичні.
Право голосу мають всі громадяни, яким виповнилося на момент виборів 18 років. Голосування на виборах є обов'язковим, за ухилення від голосування передбачений штраф.
Термін повноважень палати представників становить 4 роки, повноваження палати припиняються достроково з розпуском федерального парламенту, який здійснюється королем за проханням уряду чи на виконання приписів Конституції. Так, наприклад, федеральний парламент повинен бути розпущений у процесі внесення змін до Конституції.

## Мовні (лінгвістичні) групи
Представники розподіляються на дві мовні групи — нідерландомовну та франкомовну залежно від того, до якого з регіонів країни належить їх виборчий округ. Представники, обрані від округу Брюссель-Хал Вілвоорде належать до тієї мовної групи мовою якої складають присягу.
У палаті представників 53-го скликання до нідерландомовної групи належать 88 представників, до франкомовної — 62.
Німецькомовна група представників не створюється. Представники, обрані від виборчого округу з німецькою мовою (21 комуна у провінції і виборчому окрузі Льєж) належать до франкомовної групи.
Для ухвалення деяких конституційних законів, які переважно стосуються розподілу компетенцій між регіонами та співтовариствами та функціонування федерального уряду крім більшості у 2/3 голосів представників, які беруть участь у голосуванні потрібна спеціальна більшість — більшість голосів у кожній мовній групі.

## Голова палати
Палата представників обрає свого голову на весь термін повноважень.
Голова палати представників:
- керує пленарними засіданнями;
- оцінює прийнятність законопроєктів, пропонованих для розгляду палатою її членами;
- формулює питання для голосування і організовує проведення голосування;
- очолює бюро палати — колективний орган, який здійснює керівництво її діяльністю
- очолює деякі комісії, наприклад, комісію рахунків.

Як голова палати не може виступати по суті питань порядку денного. Для того, щоб виступити як депутат, голова повинен залишити місце головуючого на засіданні, і промовляти з місця депутата.

## Сесії
Палата представників щорічно збирається за власним правом (без формального акту скликання, виданого главою держави чи урядом) у другий вівторок жовтня на одну звичайну сесію, яка триває один рік. Таким чином, палата представників проводить до чотирьох звичайних сесій протягом терміну повноважень.
Надзвичайні сесії проводяться у випадку, коли новообрана палата збирається вперше. Така надзвичайна сесія триває від першого засідання новообраної палати до початку найближчої чергової сесії.
Новообрана палата має бути скликана на перше засідання не пізніше, як через два місяці після закінчення повноважень чи розпуску. Скликання призначається королівською постановою про розпуск парламенту (ст. 46 Конституції).

## Повноваження палати
Повноваження палати представників головно стосуються ухвалення законів та контролю за діяльністю уряду. Уряд повинен користуватись довірою більшості саме у палаті представників.
Законодавча процедура передбачає вивчення законопроєктів уряду та законодавчих пропозицій представників у комісіях палати і голосування на пленарному засіданні. Законопроєкти ухвалюються у одному читанні і передаються до Сенату.

### Прийняття у громадянство Бельгії
Специфічним повноваженням палати представників є прийняття до громадянства, яке в більшості інших країн належить до функцій глави держави. Для виконання цієї функції палата утворює комісію з натуралізації, яка розглядає всі заяви на вступ до бельгійського громадянства та висновки по кожній заяві, які згідно з законом дає прокуратура, державна безпека та служба у справах іноземців. На підставі висновків комісії з натуралізації палата представників на пленарному засіданні ухвалює рішення про прийняття до громадянства. Протягом останніх років в середньому кожна третя заява із загальної кількості близько 10 тис. задовольняється